# Nakamuranaiadidae
Nakamuranaiadidae zijn een uitgestorven familie van tweekleppigen uit de orde Trigonioida.